# Blodsband (musikalbum)
Blodsband är ett studioalbum av Peps Blodsband, släppt på skivbolaget Sonet Records år 1974 (skivnummer SLP 2552). Det utgavs på CD på 1990 (SLPCD-2552).
Albumet kom att bli det sista bluesinspirerade album han gjorde för att sedan gå över till reggaemusik. "Falsk matematik" har kommit att bli en av Peps Perssons mest kända låtar. Förutom Persson medverkar även bland andra Christer Eklund på saxofon.
Blodsband är en av titlarna i boken Tusen svenska klassiker (2009).

## Låtlista
Sida A
1. "Falsk matematik" – 3:20
2. "Samma lea, snea blues" "(It's the Same Old Blues)" (Don Nix) – 4:05
3. "När solen sjunkit" – 3:00
4. "Ångestneurotiker" – 3:30
5. "Himlen gråter" ("The Sky Is Crying") (Elmore James)–- 3:50

Sida B
1. "Onådens år" – 7:10
2. "Dags å välja sida" – 3:45
3. "Vakna Törnrosa!" – 3:05
4. "Se opp!" – 4:05

- Text: Peps Persson
- Musik: Peps Person (utom spår 2 och 5, sida A)

## Medverkande
Musiker
- Rolf Alm – basgitarr
- Leif "Micke" Axelsson – "ljudlöst ös"
- Christer Eklund – tenorsaxofon, sopransaxofon
- Peps Persson – sång, gitarr, munspel
- Brynn Settels – piano, orgel
- Sven Sjöström – trummor

Produktion
- Sam Charters – musikproducent
- Lasse Gustavsson – ljudtekniker
- Nisse Carlin – ljudtekniker
- Sten Kallin – omslagsdesign
- Sture Johannesson – omslagsdesign
- Arne Norlin – foto
- Bengt H. Malmqvist – foto

### Fotnoter
1. ↑  ”Blodsband”. Svensk mediedatabas. https://smdb.kb.se/catalog/id/001477622. Läst 1 februari 2013.
2. 1 2  Gradvall et al 2009, #409
3. ↑  ”Blodsband”. Progg.se. Arkiverad från originalet den 21 april 2012. https://web.archive.org/web/20120421184434/http://www.progg.se/band.asp?ID=148&skiva=612. Läst 1 februari 2013.